# Greatest Hits (Billy Joel)
Greatest Hits Billyja Joela je kolekcija, ki je izšla v dveh setih v dvanajstletnem razmiku. Prvi set, ki ga sestavljata dve plošči, imenovani Volume I in Volume II, je izšel leta 1985. Drugi set, imenovan Volume III, je izšel leta 1997. Skladbi »You're Only Human (Second Wind)« in »The Night Is Still Young« sta bili novi skladbi, ki sta bili v tistem času dosegljivi le na tej kompilaciji. Vse skladbe, razen treh z Voluma III (»To Make You Feel My Love«, »Hey Girl« in »Light as the Breeze«) je napisal Joel. Ostale skladbe so razporejene večinoma v skladu z letom izdaje in predstavljajo Joelove najuspešnejše single.

## Greatest Hits Volume I & Volume II
Greatest Hits Volume I & Volume II je prejel dva diamantna certifikata RIAA, prodanih je bilo več kot 11.5 milijona izvodov albuma in je skupaj z albumoma The Wall (Pink Floyd) in Led Zeppelin IV (Led Zeppelin) tretji album z največ certifikati vseh časov v ZDA.
Album vsebuje hite od leta 1973 do 1985 v kronološkem vrstnem redu z eno izjemo. Nekatere izdaje ne vsebujejo skladbe »Honesty«, ampak namesto nje vsebujejo »Don't Ask Me Why«. Kompilacija vsebuje dve novi skladbi »You're Only Human (Second Wind)« in »The Night Is Still Young«. Skladbi sta izšli tudi kot singla, leta 1989 pa na box setu Souvenir. Saksofonski solo pri skladbi »New York State of Mind« je za ta album na novo posnel Phil Woods, ki je tako nadomestil originalni solo z albuma Turnstiles, ki ga je izvedel Richie Cannata.

### Seznam skladb

#### Dvojni LP/Dvojna kaseta
| Stran 1 | Stran 1                                   | Stran 1                                                        | Stran 1 |
| Št.     | Naslov                                    | Originalni album                                               | Dolžina |
| ------- | ----------------------------------------- | -------------------------------------------------------------- | ------- |
| 1.      | „Piano Man‟                               | Piano Man, 1973                                                | 5:36    |
| 2.      | „Say Goodbye to Hollywood‟ (v živo)       | Songs in the Attic, 1981; originalno z albuma Turnstiles, 1976 | 3:54    |
| 3.      | „New York State of Mind‟                  | Turnstiles                                                     | 6:02    |
| 4.      | „The Stranger‟                            | The Stranger, 1977                                             | 5:07    |
| 5.      | „Just the Way You Are‟ (radijska verzija) | The Stranger                                                   | 3:36    |

| Stran 2 | Stran 2                       | Stran 2            | Stran 2 |
| Št.     | Naslov                        | Originalni album   | Dolžina |
| ------- | ----------------------------- | ------------------ | ------- |
| 1.      | „Movin' Out (Anthony's Song)‟ | The Stranger       | 3:28    |
| 2.      | „Only the Good Die Young‟     | The Stranger       | 3:53    |
| 3.      | „She's Always a Woman‟        | The Stranger       | 3:17    |
| 4.      | „My Life‟ (radijska verzija)  | 52nd Street, 1978  | 3:51    |
| 5.      | „Big Shot‟ (radijska verzija) | 52nd Street        | 3:43    |
| 6.      | „You May Be Right‟            | Glass Houses, 1980 | 4:09    |

| Stran 3 | Stran 3                          | Stran 3                 | Stran 3 |
| Št.     | Naslov                           | Originalni album        | Dolžina |
| ------- | -------------------------------- | ----------------------- | ------- |
| 1.      | „It's Still Rock and Roll to Me‟ | Glass Houses            | 2:54    |
| 2.      | „Don't Ask Me Why‟               | Glass Houses            | 2:57    |
| 3.      | „Pressure‟ (radijska verzija)    | The Nylon Curtain, 1982 | 3:15    |
| 4.      | „Allentown‟                      | The Nylon Curtain       | 3:48    |
| 5.      | „Goodnight Saigon‟               | The Nylon Curtain       | 7:00    |

| Stran 4 | Stran 4                                | Stran 4               | Stran 4 |
| Št.     | Naslov                                 | Original album        | Dolžina |
| ------- | -------------------------------------- | --------------------- | ------- |
| 1.      | „Tell Her About It‟ (radijska verzija) | An Innocent Man, 1983 | 3:35    |
| 2.      | „Uptown Girl‟                          | An Innocent Man       | 3:15    |
| 3.      | „The Longest Time‟                     | An Innocent Man       | 3:36    |
| 4.      | „You're Only Human (Second Wind)‟      | prej neizdana, 1985   | 4:48    |
| 5.      | „The Night Is Still Young‟             | prej neizdana, 1985   | 5:28    |

Nekatere izdaje ne vsebujejo skladbe »Don't Ask Me Why«, skladba »Honesty« pa stoji pred »Big Shot«, tako se skladba »You May Be Right« nahaja na začetku strani 3.

#### Dvojna zgoščenka
| Disk 1          | Disk 1                                    | Disk 1                                             | Disk 1  |
| Št.             | Naslov                                    | Originalni album                                   | Dolžina |
| --------------- | ----------------------------------------- | -------------------------------------------------- | ------- |
| 1.              | „Piano Man‟                               | Piano Man                                          | 5:36    |
| 2.              | „Captain Jack‟                            | Piano Man                                          | 7:15    |
| 3.              | „The Entertainer‟                         | Streetlife Serenade, 1974                          | 3:38    |
| 4.              | „Say Goodbye to Hollywood‟ (v živo)       | Songs in the Attic; originalno z albuma Turnstiles | 3:54    |
| 5.              | „New York State of Mind‟                  | Turnstiles                                         | 6:02    |
| 6.              | „The Stranger‟                            | The Stranger                                       | 5:07    |
| 7.              | „Scenes from an Italian Restaurant‟       | The Stranger                                       | 7:33    |
| 8.              | „Just the Way You Are‟ (radijska verzija) | The Stranger                                       | 3:36    |
| 9.              | „Movin' Out (Anthony's Song)‟             | The Stranger                                       | 3:36    |
| 10.             | „Only the Good Die Young‟                 | The Stranger                                       | 3:53    |
| 11.             | „She's Always a Woman‟                    | The Stranger                                       | 3:17    |
| Skupna dolžina: | Skupna dolžina:                           | Skupna dolžina:                                    | 55:20   |

| Disk 2          | Disk 2                                                  | Disk 2                                                           | Disk 2  |
| Št.             | Naslov                                                  | Originalni album                                                 | Dolžina |
| --------------- | ------------------------------------------------------- | ---------------------------------------------------------------- | ------- |
| 1.              | „My Life‟ (radijska verzija)                            | 52nd Street                                                      | 3:51    |
| 2.              | „Big Shot‟ (radijska verzija)                           | 52nd Street                                                      | 3:43    |
| 3.              | „Honesty‟ (na prvi izdaji, namesto "Don't Ask Me Why")  | 52nd Street                                                      | 3:51    |
| 4.              | „You May Be Right‟                                      | Glass Houses                                                     | 4:09    |
| 5.              | „It's Still Rock and Roll to Me‟                        | Glass Houses                                                     | 2:54    |
| 6.              | „Don't Ask Me Why‟ (na drugi izdaji, namesto "Honesty") | Glass Houses                                                     | 2:57    |
| 7.              | „She's Got a Way‟ (v živo)                              | Songs in the Attic; originalno z albuma Cold Spring Harbor, 1971 | 3:00    |
| 8.              | „Pressure‟ (radijska verzija)                           | The Nylon Curtain                                                | 3:15    |
| 9.              | „Allentown‟                                             | The Nylon Curtain                                                | 3:48    |
| 10.             | „Goodnight Saigon‟                                      | The Nylon Curtain                                                | 7:00    |
| 11.             | „Tell Her About It‟ (radijska verzija)                  | An Innocent Man                                                  | 3:35    |
| 12.             | „Uptown Girl‟                                           | An Innocent Man                                                  | 3:15    |
| 13.             | „The Longest Time‟                                      | An Innocent Man                                                  | 3:36    |
| 14.             | „You're Only Human (Second Wind)‟                       | prej neizdana                                                    | 4:48    |
| 15.             | „The Night Is Still Young‟                              | prej neizdana                                                    | 5:28    |
| Skupna dolžina: | Skupna dolžina:                                         | Skupna dolžina:                                                  | 58:25   |

Obstajata dve verziji zgoščenke. Na prvi je skladba »Honesty« na 3. mestu drugega diska, na drugi pa je skladba »Don't Ask Me Why« na 5. mestu drugega diska. Poleg tega prva verzija ne vsebuje skladbe »Don't Ask Me Why«.
Na prvih izdajah je pet skladb krajših od originalov: »Just the Way You Are« je dolga le 3:34 (minuto in pol krajša), »My Life« je dolga 3:50 (minuto krajša), »Big Shot« je dolga 3:43 (pol minute krajša), »Pressure« je dolga 3:13 (minuto in pol krajša), »Tell Her About It« pa je dolga 3:33 (20 sekund krajša).
Leta 1998 je izšel dvojni digitalno remasteriziran CD set z dvema videospotoma (»You're Only Human (Second Wind)« in »The Night Is Still Young«) na prvem disku. Vse skladbe, ki so bile leta 1985 skrajšane, so na tem CD setu v originalni dolžini. Živa verzija skladbe »Say Goodbye to Hollywood« je bila zamenjana s studijsko verzijo z albuma Turnstiles, ki je izšel leta 1976.
Leta 1998 so ob Joelovi svetovni turneji izšle tudi nekatere omejene trojne izdaje The Greatest Hits Collection, Volumes I, II & III.

### Glasbeniki
- Billy Joel – klaviature, klavir, Hammond orgle, Fender Rhodes, sintetizatorji, clavinet, harmonika, čembalo, orglice, vokali
- Laura Creamer, Mark Creamer, Susan Steward, Donnie Dacus, Peter Cetera, Tom Bahler, Rory Dodd, Frank Floyd, Lani Groves, Ullanda McCullough, Ron Taylor, Terry Textor, Eric Troyer, Mike Alexander – spremljevalni vokali
- Larry Carlton, Richard Bennett, Dean Parks, Gary Dalton, Mike Deasey, Don Evans, Al Hertzberg, Art Munson, Raj Rathor, Michael Stewart, Howie Emerson, Russell Javors, James Smith, Steve Khan, Hiram Bullock, Hugh McCracken, Steve Burgh, David Spinozza, David Brown – kitare
- Michael Omartian, Dominic Cortese – harmonika
- Eric Weissberg, Fred Heilbrun – banjo
- Billy Armstrong – violina
- Richard Tee – akustični klavir
- Emory Gordy, Jr., Wilton Felder, Larry Knechtel, Doug Stegmeyer – bas kitara
- Rhys Clark, Ron Tutt, Liberty DeVitto – bobni
- Joe Clayton – konge, tolkala
- Tom Whitehorse – banjo, pedal steel kitara
- Richie Cannata – tenor saksofon, sopran saksofon, klarinet, flavta, orgle, tuba
- Mingo Lewis, Ralph MacDonald, Bill Zampino – tolkala
- Phil Woods - saksofon
- Mark Rivera – alt saksofon, tenor saksofon, tolkala
- "String Fever" - godala
- Ronnie Cuber – bariton saksofon
- Joe Shepley – trobenta
- Michael Brecker – tenor saksofon
- John Gatchell – trobenta

### Certifikati
| Regija                    | Certifikat    | Prodaja    |
| ------------------------- | ------------- | ---------- |
| Avstrija (IFPI Austria)   | Zlat          | 25,000     |
| Francija (SNEP)           | 2x zlat       | 200,000    |
| Kanada (Music Canada)     | 2x platinast  | 200,000    |
| Nizozemska (NVPI)         | Platinast     | 100,000    |
| Norveška (IFPI Norway)    | platinast     | 50,000     |
| Nova Zelandija (RMNZ)     | Platinast     | 15,000     |
| ZDA (RIAA)                | 23x platinast | 11,500,000 |
| Združeno kraljestvo (BPI) | Platinast     | 300,000    |

## Greatest Hits Volume III
Greatest Hits Volume III vsebuje Joelove hite od leta 1983 do 1997. Vsebuje tudi dve prej neizdani skladbi »To Make You Feel My Love« in »Hey Girl«, tretja nova skladba »Light as the Breeze« pa je bila originalno posneta za spominski album Leonarda Cohna Tower of Song, ki je izšel leta 1995. Vse tri skladbe so priredbe.
Kronološko se album malce prekriva z Volumom II, ker sta prvi skladbi z Voluma III prvič izšle na albumu An Innocent Man.

### Seznam skladb
Vse skladbe je napisal Billy Joel, razen kjer je drugače napisano.
| Št.             | Naslov                                 | Originalni album      | Dolžina |
| --------------- | -------------------------------------- | --------------------- | ------- |
| 1.              | „Keeping the Faith‟                    | An Innocent Man, 1983 | 4:38    |
| 2.              | „An Innocent Man‟                      | An Innocent Man       | 5:19    |
| 3.              | „A Matter of Trust‟                    | The Bridge, 1986      | 4:12    |
| 4.              | „Baby Grand‟ (duet z Rayjem Charlesom) | The Bridge            | 4:05    |
| 5.              | „This Is the Time‟                     | The Bridge            | 5:00    |
| 6.              | „Leningrad‟                            | Storm Front, 1989     | 4:04    |
| 7.              | „We Didn't Start the Fire‟             | Storm Front           | 4:48    |
| 8.              | „I Go to Extremes‟                     | Storm Front           | 4:24    |
| 9.              | „And So It Goes‟                       | Storm Front           | 3:38    |
| 10.             | „The Downeaster Alexa‟                 | Storm Front           | 3:44    |
| 11.             | „Shameless‟                            | Storm Front           | 4:27    |
| 12.             | „All About Soul‟ (remix)               | River of Dreams, 1993 | 6:01    |
| 13.             | „Lullabye (Goodnight, My Angel)‟       | River of Dreams       | 3:35    |
| 14.             | „The River of Dreams‟                  | River of Dreams       | 4:11    |
| 15.             | „To Make You Feel My Love‟ (Bob Dylan) | prej neizdana, 1997   | 3:53    |
| 16.             | „Hey Girl‟ (Gerry Goffin, Carole King) | prej neizdana         | 3:57    |
| 17.             | „Light as the Breeze‟ (Leonard Cohen)  | Tower of Song, 1995   | 6:12    |
| Skupna dolžina: | Skupna dolžina:                        | Skupna dolžina:       | 68:18   |

### Glasbeniki
- Billy Joel – klaviature, klavir, Hammond orgle, Fender Rhodes, sintetizatorji, clavinet, harmonika, čembalo, orglice, vokali
- Bob Bailey, Kim Fleming, Yvonne Hodges, Donna McElroy, Chris Rodriguez, Trisha Yearwood, Alex Brown, Jackie Gouche, Monalisa Young, Wrecia Ford, Marion Saunders, B. David Whitworth, Frank in George Simms, Patty Darcy, Frank Floyd, Mick Jones, Joe Lynn Turner, Ian Lloyd, Chuck Arnold (in člani zbora Hicksville High School Chorus) – spremljevalni vokali
- Emory Gordy Jr., David Brown, Russell Javors, Dean Parks, Joey Hunting, Mike Tyler, Danny Kortchmar, Tommy Byrnes, Phillip Nowlam, Bob Mann, Dann Huff, Mac McAnally – kitare
- Paul Franklin – pedal steel kitara pri »Light as the Breeze«
- Matt Rollings, Ray Charles – klavir
- Steve Nathan – orgle
- Robbie Kondor, Randy Waldman – klaviature
- John Mahoney – klaviature, programiranje
- Kevin Jones – programiranje
- Jeff Jacobs, Jeff Bova – sintetizatorji
- Doug Stegmeyer, Neil Stubenhaus, Schuyler Deale, T. M. Stevens, Chuck Treece, Jeff Lee Johnson, Will Lee, Willie Weeks, Randy D. Jackson – bas kitara
- Liberty DeVitto, Vinnie Colaiuta, Zachary Alford, Shawn Pelton – bobni
- Crystal Taliefero – tolkala, spremljevalni vokal
- Mark Rivera – tolkala, alt saksofon, tenor saksofon
- Michael Brecker – tenor saksofon
- Ronnie Cutler – bariton saksofon

### Certifikati
| Regija                    | Certifikat | Prodaja   |
| ------------------------- | ---------- | --------- |
| Avstralija (ARIA)         | Zlat       | 35,000    |
| Kanada (Music Canada)     | Zlat       | 50,000    |
| ZDA (RIAA)                | Platinast  | 1,000,000 |
| Združeno kraljestvo (BPI) | Srebrn     | 60,000    |

## The Complete Hits Collection: 1973–1997
14. oktobra 1997 je izšel box set z vsemi tremi deli albuma Greatest Hits, izšel pa je tudi četrti disk z naslovom An Evening of Questions & Answers... & A Little Music, ki vsebuje žive posnetke ter intervju z Joelom.

### Seznam skladb
| Disk 4: An Evening of Questions & Answers... & A Little Music | Disk 4: An Evening of Questions & Answers... & A Little Music | Disk 4: An Evening of Questions & Answers... & A Little Music |
| Št.                                                           | Naslov                                                        | Dolžina                                                       |
| ------------------------------------------------------------- | ------------------------------------------------------------- | ------------------------------------------------------------- |
| 1.                                                            | „Billy Joel Spoken Intro/Music Concepts‟ (govor)              | 10:18                                                         |
| 2.                                                            | „Scenes From an Italian Restaurant‟ (neizdana živa verzija)   | 7:50                                                          |
| 3.                                                            | „Beatles Influence‟ (govor)                                   | 5:18                                                          |
| 4.                                                            | „A Hard Day's Night‟ (neizdana živa verzija)                  | 2:53                                                          |
| 5.                                                            | „Why Vienna?‟ (govor)                                         | 9:28                                                          |
| 6.                                                            | „Vienna‟ (neizdana živa verzija)                              | 3:41                                                          |
| 7.                                                            | „History Through the Music‟ (govor)                           | 4:31                                                          |
| 8.                                                            | „We Didn't Start the Fire‟ (neizdana živa verzija)            | 5:13                                                          |
| 9.                                                            | „Music Source‟ (govor)                                        | 9:14                                                          |
| 10.                                                           | „The River of Dreams‟ (neizdana studijska verzija)            | 5:20                                                          |
| 11.                                                           | „Piano Bar‟ (govor)                                           | 7:46                                                          |
| 12.                                                           | „Piano Man‟ (neizdana živa verzija)                           | 6:31                                                          |
| Skupna dolžina:                                               | Skupna dolžina:                                               | 78:03                                                         |

### Certifikati
| Regija     | Certifikat | Prodaja   |
| ---------- | ---------- | --------- |
| ZDA (RIAA) | Platinast  | 1,000,000 |